# Насименто да Коста, Марсело
Марсело Насименто да Коста (болг. Марсело Насименто да Коща, порт.-браз. Marcelo Nascimento da Costa; более известный как Марселиньо; 24 августа 1984, Манакапуру, Амазонас, Бразилия) — болгарский футболист бразильского происхождения, полузащитник клуба «Лудогорец». Выступает за сборную Болгарии.

## Биография

### Клубная карьера
Выступать на взрослом уровне начал в командах низших лиг Бразилии. В 2008 году перешёл в эмиратский клуб «Аль-Наср», однако его статистика в этом клубе неизвестна. Отыграв сезон в чемпионате ОАЭ, вернулся в Бразилию, где подписал контракт с клубом из пятого дивизиона «Можи-Мирин», но вскоре пошёл на повышение, в клуб бразильской Серии Б «Брагантино», в составе которого провёл 24 матча и забил 4 гола. 12 мая 2011 года Марселиньо подписал трёхлетний контракт с клубом чемпионата Болгарии «Лудогорец». В первом сезоне с новым клубом провёл 25 матчей и забил 9 голов в чемпионате Болгарии, который его команда выиграла, а также сделал дубль в финале Кубка Болгарии (2:1), в котором был признан «игроком матча».

### Карьера в сборной
24 января 2013 года Марселиньо получил болгарский паспорт от местных властей. Позже он заявил, что был бы счастлив представлять Болгарию на международном уровне.
25 марта 2016 года Марселиньо дебютировал за сборную Болгарии, выйдя в стартовом составе на товарищеский матч со сборной Португалии (1:0), в котором стал автором единственного гола. Всего провёл за сборную 7 матчей и забил 2 гола.

## Достижения

### Командные
«Лудогорец»
- Чемпион Болгарии (8): 2011/2012, 2012/2013, 2013/2014, 2014/2015, 2015/2016, 2016/2017, 2017/2018, 2018/2019
- Обладатель Кубка Болгарии (2): 2011/2012, 2013/2014
- Обладатель Суперкубка Болгарии (4): 2012, 2014, 2018, 2019

### Личные
- ЛУчший иностранный игрок чемпионата Болгарии: 2013[5]
- Лучший полузащитник чемпионата Болгарии: 2017[6]
- Игрок года в чемпионате Болгарии: 2015, 2017[7]

## Семья
Младший брат Марсело — Густаво (род. 1995), также футболист.